# Apeadeiro de Bougado
O apeadeiro de Bougado foi uma antiga infra-estrutura da Linha de Guimarães, que servia a freguesia de Santiago de Bougado, no Distrito do Porto, em Portugal.

## Descrição

### Localização e acessos
Esta interface situa-se a sudoeste do centro de Trofa, na “Trofa Velha” (Santiago de Bougado), bem perto da EM14.

### Infraestrutura
O edifício de passageiros situa-se do lado noroeste da via (lado esquerdo do sentido ascendente, para Fafe).

### Serviços
O serviço alternativo da Linha de Guimarães, prestado pelo Metro do Porto desde o seu encerramento em 2002 por imposição legal, frequenta o local desta interface através de paragens de autocarro («Trofa Velha (Santa Luzia) / Bougado»), nos dois sentidos, situadas a curta distância, na EM14.

## História
A primeira ligação ferroviária ao Bougado foi planeada ainda no século XIX, tendo um parecer de 1877 da Associação de Engenheiros Civis defendido a construção de uma via férrea que saísse da Linha do Minho perto de Bougado e seguisse até Chaves, passando por Guimarães e Fafe e pela região de Basto.
Esta interface inseria-se no lanço entre a Trofa e Senhora da Hora da Linha de Guimarães, que foi inaugurado em 14 de Março de 1932 e aberto à exploração no dia seguinte. Nesta altura, tinha a categoria de estação, e prestava serviço completo, nos regimes de Grande e Pequena velocidades, em sistema interno ou combinado.
Em 1984, era utilizada por serviços regionais e tranvias.
Em 24 de Fevereiro de 2002 foi encerrado o troço da Linha de Guimarães entre a Senhora da Hora e Trofa, para ser convertido numa linha do Metro do Porto. Com efeito, o canal por onde seguia a linha foi transferido da REFER para a Metro do Porto. Contudo, as obras acabaram por só avançar entre a Senhora da Hora e o ISMAI, troço que ficou concluído em 2006, integrado na Linha C do Metro do Porto. Com efeito, desde 2002 que o troço da Linha de Guimarães entre o ISMAI e a Trofa (no qual este apeadeiro se inclui) se mantém sem qualquer tráfego ferroviário, pesado ou ligeiro, o que tem gerado descontentamento na região, principalmente depois de em 2010 a empresa Metro do Porto ter retirado do seu plano de atividades o prolongamento da Linha C desde o ISMAI até à Trofa.